# ألفافيل (فرقة موسيقى)
ألفافيل (بالإنجليزية: Alphaville) هي فرقة لموسيقى البوب من ألمانيا اكتسبت شعبية في الثمانينات، واستمرت في مسيرة مهنية دائمة في أوروبا وأمريكا الجنوبية وآسيا.

## الأعضاء المؤسسين

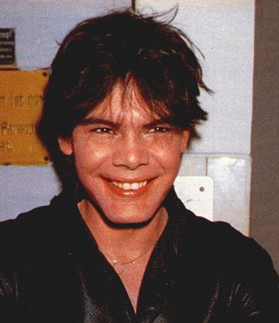
ماريان غولد

ماريان جولد (الاسم الحقيقي: هارتويج شيرباوم) مواليد مايو 1954
برنارد لويد (الاسم الحقيقي: برنارد جوسلينج) مواليد يونيه 1960
فرانك ميرتنز (الاسم الحقيقي: فرانك سورجاتز) مواليد أكتوبر 1961
أشهر أغاني الفريق:
شاب للأبد Forever Young
كبير في اليابان Big in Japan
يبدو وكأنه لحن Sounds like a melody
جيت سيت The Jet set
ارقص معي Dance with me
تم تشكيل الفريق في أوائل عام 1982، من قبل المغني الرئيسي ماريان جولد وبرنارد لويد، أخذ الفريق اسمه من عنوان الفيلم الفرنسي «الفافيل» للمخرج جان لوك جودار وهو من أفلام الخيال العلمي إنتاج عام 1965، وكان نجاح الفريق الكبير مع أغنيتهم «كبير في اليابان Big in Japan»، التي يقول عنها العضو المؤسس في الفريق ماريان جولد: «عنوان الأغنية له معنى معين، انه يعني أنك إذا كنت خاسرًا تمامًا، فأنت تقول للآخرين،» أنا لست خاسرًا لأنني في اليابان كبير حقًا. «إنها كذبة الخاسر وهي تتلاءم تمامًا مع قصة هؤلاء الحشاشين، التي تدور حولها الأغنية، بطريقة مأساوية للغاية».

## البومات الفريق
شاب للأبد (Forever Young (1984
ما بعد الظهيرة في المدينة الفاضلة (Afternoons in Utopia (1986
الأزرق لالتقاط الأنفاس (The Breathtaking Blue (1989
عاهرة (Prostitute (1994
الخلاص (Salvation (1997
اصطياد الأشعة على العملاق (Catching Rays on Giant (2010
غريب جاذب (Strange Attractor (2017

## وصلات خارجية
ألفاڤيل على موقع ميوزك برينز (الإنجليزية)
- ألفاڤيل على موقع أول ميوزيك (الإنجليزية)
- ألفاڤيل على موقع ديسكوغز (الإنجليزية)